# Les Martigues
 (juillet 2025).
Pour plus de détails, voir Fiche technique et Distribution.
Les Martigues est un film documentaire français réalisé par Léonce Perret et sorti en 1910.

## Fiche technique
- Titre : Les Martigues (également répertorié sous le titre Le Collier des Martigues)
- Réalisateur : Léonce Perret
- Scénario : Léonce Perret
- Société de production : Société des Établissements L. Gaumont
- Pays d'origine  :  France
- Format : Noir et blanc — 35 mm — 1,33:1 — Muet
- Genre : Comédie romantique
- Date de sortie : 
  -  France : 1er octobre 1910